# Tlalchiyahualica
Tlalchiyahualica es una localidad de México localizada en el municipio de Yahualica en el estado de Hidalgo.

## Toponimia
Del náhuatl, Tlalchi-yahualiuh-can; tlalchi en tierra, hualiu-can, lugar redondo.

## Geografía
Se encuentra en la región geográfica de la Huasteca hidalguense, le corresponden las coordenadas geográficas 20° 58’ 12.964” de latitud norte y 98° 24’ 0.448” de longitud oeste, con una altitud de 225 m s. n. m. En cuanto a fisiografía se encuentra en la provincia de la Sierra Madre Oriental, dentro de la subprovincia del Carso Huasteco; su terreno es de sierra. En lo que respecta a la hidrografía se encuentra posicionado en la región del Pánuco, dentro de la cuenca del río Moctezuma, y dentro de las subcuenca del río Los Hules. Cuenta con un clima semicálido húmedo con lluvias todo el año.

## Demografía
En 2020 registró una población de 2235 personas, lo que corresponde al 9.06 % de la población municipal. De los cuales 1078 son hombres y 1157 son mujeres.
| Gráfica de evolución demográfica de Tlalchiyahualica entre 1900 y 2020                       |
|                                                                                              |
| Población de los censos y conteos del Instituto Nacional de Estadística y Geografía (INEGI). |